# ピエール・ルモニエ
ピエール・ルモニエ（Pierre Lemonnier、1675年6月28日 - 1757年11月27日）は、フランスの数学者である。
ルモニエは、パリのコレージュ・ダルクール(Collège d'Harcourt)の物理学の教授であった。彼の書いた哲学の入門書は、各地のコレージュで教科書として用いられた。1725年にフランス科学アカデミーの幾何学の助教授に任命され、1736年に準会員となった。
天文学者のピエール・シャルル・ルモニエ、植物学者のルイ・ギョーム・ルモニエの父であり、親子ともにフランス科学アカデミーの会員であった。